# Hastings Ismay, 1. Baron Ismay

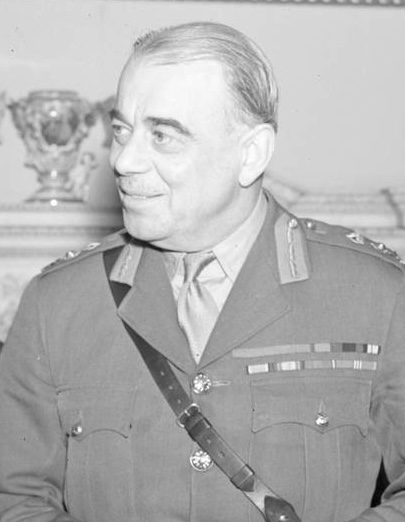
Hastings Ismay, 1. Baron Ismay

Hastings Lionel Ismay, 1. Baron Ismay, KG, GCB, CH, DSO (* 21. Juni 1887 in Naini Tal, Uttar Pradesh, Britisch-Indien; † 17. Dezember 1965 in Broadway, Worcestershire) war ein britischer Politiker, Diplomat und General.

## Biographie
Nach einer Ausbildung in Charterhouse und Sandhurst trat Ismay 1905 seinen Dienst in der britischen Armee an. Er diente danach in Indien und Somaliland, wo er den Aufstand der Derwische unter Mohammed Abdullah Hassan bekämpfte.
1926 wurde Ismay, der mittlerweile den Generalmajorsrang erreicht hatte, in das Committee of Imperial Defence („Komitee für Reichsverteidigung“) aufgenommen. Von 1931 bis 1933 arbeitete er im Stab des Vizekönigs von Indien Freeman Freeman-Thomas, 1. Marquess of Willingdon. Von 1933 bis 1940 übte er zahlreiche hohe Ämter im War Office aus, zuletzt (ab 1938) war er Staatssekretär des Committee of Imperial Defence. Ab Mai 1940 diente er als persönlicher Stabschef des Premierministers Winston Churchill (in dessen Rolle als Verteidigungsminister) und begleitete ihn auf zahlreichen Reisen ins Kriegsgebiet und zu Konferenzen. Churchill zog ihn auch privat über seine zuweilen pessimistische Einschätzung der Lage ins Vertrauen. 1946 schied er im Rang eines Generals aus der Armee aus und wurde Stabschef des damaligen Vizekönigs von Indien Lord Mountbatten. 
Im Januar 1947 wurde er als Baron Ismay, of Wormington in the County of Gloucester, in den erblichen Adelsstand erhoben. Vom 28. Oktober 1951 bis 12. März 1952 war er Minister für Commonwealth-Angelegenheiten im zweiten Kabinett Churchill, von 1952 bis 1957 erster NATO-Generalsekretär. 1960 wurden seine Memoiren veröffentlicht.

## Über die Funktion der NATO
Auf Ismay geht die Äußerung hinsichtlich der Funktion der NATO für Europa „to keep the Soviet Union out, the Americans in, and the Germans down“ zurück, die sich zu einer verbreiteten Kurzcharakteristik für die Allianz entwickelte. Laut US-Dokumenten aus den 1960er Jahren sollte das Bündnis damals tatsächlich „Westdeutschlands Stärke und Vorherrschaft auf dem Kontinent eindämmen“. Zur Zeit des Kalten Krieges wurde der Begriff der „Eindämmung“ sonst nur auf die Sowjetunion angewandt. Insofern hatte Ismays Aussage zu ihrer Zeit einen realen Hintergrund.

## Operation Unthinkable
Ismay war maßgeblich an der Planung von Operation Unthinkable, einem zu Ende des Zweiten Weltkrieges von Winston Churchill in Auftrag gegebenen Angriffsplan gegen die Sowjetunion, beteiligt.